# Тімолеонт

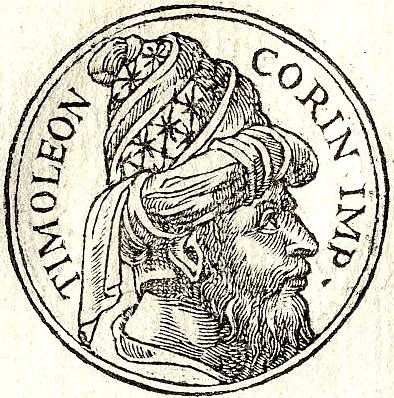
Тімолеонт, портрет із "Promptuarii Iconum Insigniorum "

Тімолео́нт (411—335 роки до н. е.), також Тімолеон — правитель Сіракуз та східної Сицилії з 344 до 337 року до н. е.

## Шлях до влади

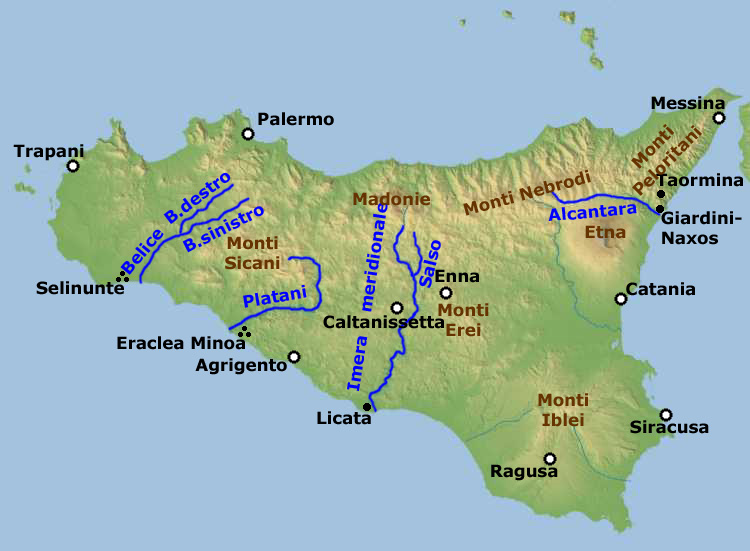
Сицилія. IV ст. до н. е.

Тімоленот народився у Коринфі, був відомий та шанованим громадянином, якого також поважали за військові здібності. Особливих даних про його життя та діяльність до 345 року до н. е. практично немає.
З початком громадянської боротьби у Сіракузах, протиборства з Діонісієм Молодшим до Коринфу звернулися частина сіракузян за допомогою проти тирана. Керівництво Коринфу спрямувало Тімолеона з військом на 10 суден до Сицилії. Водночас скориставшись із ситуації висадилися також карфагеняни. Їх спільником став Гікет, тиран міста Леонтіни. Гікет домовився з карфагенськими полководцями, що ті перехоплять Тімолеонта у протоці Мессани, а він сам захопить Сіракузи.
Справді у 345 році до н. е. Гікет раптовим ударом зміг розбити Діонісія Молодшого, але заволодів він лише суходільною частиною міста, але на Ортігії все ще тримався Діонісій Молодший. Намагання карфагенського флоту не пропустити та захопити Тімолеонта поблизу Регія скінчилася невдачею. Тімолеонт змусив флот Карфагена відступити, а сам висадився поблизу Тавроменія, тиран якого Андромах перейшов на його бік. Вирішальна битва між Гікетом та Тімолеонтом відбулася біля міста Адранона, що південно-західніше Етни, в якій коринфянин здобув повну перемогу.
Після цього успіху Тімолеонт швидко захопив Сіракузи (344 рік до н. е.), а незабаром Діонісій Молодший здався на Ортігії.

## Правитель Сіракуз
Становище Тімолеонта все ще залишалося хитким. Гікет вирішив взяти реванш, для чого запросив карфагенського полководця Магона. Той з 150 суднами намагався прорватися у Велику гавань Сіракуз, але невдало. Об'єднані сили Гікета та Магона зустріли Тімолеоната на суходолі під Катаною, де зазнали нищівної поразки. Після цього почалися чвари між Гікетом та Магоном, останній незабаром залишив острів. Гікет вимушений був відмовиться від спроб захопити Сіракузи. У 344 році до н. е. Тімолеонт зайняв Мессану.
У Сіракузах Тімолеонт наказав знищити фортецю на острові Ортігія та будинки колишніх тиранів. Ввів також конституцію, яка мала як демократичні, так і олігархічні риси.

### Конституція Тімолеонта
На верховну посаду обирався жрець (амфіпол) Зевса Олімпійського (з трьох родів). Він отримував посаду епоніма, яка була лише номінально головною, великої політичної ваги не мала.
Тімолеонт повернув 5000 вигнанців з Італії та інших міст Сицилії. З Еллади він запросив, а незабаром й розселив на старій площі Сіракуз 40 тисяч поселенців, а у приєднаній до поліса області Агірон ще 10 тисяч.

### Подальше протистояння
Після цього Тімолеонт почав боротися проти інших тиранів острова. Тімолеонт розбив і відправив у вигнання тирана Енгія та Аполлонії Лептіна, завоював область Ентелу, що належала Карфагену. В цілому Тімолеонт розумів, що боротьба з карфагенянами попереду. Для успішного протистояння ворогу він 341 році до н. е. створив військовий союз (симмахію) підкорених та союзних йому міст, а також тирани Андромах з Тавроменія й Мамерк з Катани. Навіть давній ворог Тімолеонта Гікет з Леонтін зголосився підтримати симмахію.
339 до н. е. розпочалася війна Карфагена із сицилійськими греками. Об'єднані грецькі сили на чолі із Тімолеонтом розбили карфагенян на річці Криміс. Після цього Тімолеонт вирішив ліквідувати залишки тиранії на острові. Зважаючи на такі дії, Гікет та Мамерк у 338 році до н. е. об'єдналися в союз проти Сіракуз. Спочатку бойові дії тиранів проти Тімолеонта були вдалими. Мамерк зміг розбити один із загонів сіракузян під Мессаною. В цей час Тімолеонт взяв в облогу містечко Калаврію. Скориставшись цим Гікет вдерся до сіракузької області, але швидко повернувшийся Тімолеонт розбив його на річці Дамірій. Після цього найманці видали Гікета та його сина Евполема Тімолеону, який наказ тих стратити. Незабаром був розбитий й Мамерк, який вимушений був шукати у Південній Італії підтримки. На час його відсутності гарнізон та громадяни здали Катану Тімолеонту (338 рік до н. е.). В свою чергу Мамерк почав шукати допомоги у тирана Мессани Гіппона. Все виявилося марним. Як тільки Тімолеонт з'явився під стінами міста, Гіппон та Мамерк були вбиті власними військами, які потім здали Мессану Тімолеонту.
Водночас Тімолеонт захопив міста Кентуріпа та Агірія, де відсторонив від влади тиранів Нікодема та Аполлоніада відповідно. Єдиним тираном залишився Андромах з Тавроменії. Після цього у 337 році до н. е. Тімолеонт відмовився від влади й останні два роки свого життя прожив самотнім життям.